# Werner Otto
Werner Otto (3 gennaio 1929 – 19 marzo 2025) è stato un calciatore tedesco, di ruolo centrocampista.

## Carriera

### Club
Giocò oltre cento partite nel 1. Fußball-Club Saarbrücken segnando più di trenta reti.

### Nazionale
Nella nazionale della Saar collezionò sei presenze segnando un gol.